# Aérodrome de Langres - Rolampont
L’aérodrome de Langres - Rolampont (code OACI : LFSU) est un aérodrome civil, ouvert à la circulation aérienne publique (CAP), situé sur la commune de Rolampont à 12 km au nord-nord-ouest de Langres dans la Haute-Marne (région Champagne-Ardenne, France).
Il est utilisé pour la pratique d’activités de loisirs et de tourisme (aviation légère).

## Histoire
L'aérodrome est ouvert à la circulation aérienne publique (CAP) en novembre 1936.
Langres-Rolampont est le seul aérodrome de Haute-Marne ouvert à la CAP. Le département compte 3 autres aérodromes, tous à usage restreint: la base aérienne de Chaumont-Semoutiers, la base aérienne 113 Saint-Dizier-Robinson et l'aérodrome de Joinville - Mussey.
L'aérodrome est la propriété du Grand Langres. Ce dernier a sollicité le conseil départemental de la Haute-Marne en 2023 afin d'envisager la création d'une piste en dur.

## Installations
L’aérodrome dispose d’une piste en herbe orientée sud-nord (18/36), longue de 920 mètres et large de 60.
L’aérodrome n’est pas contrôlé. Les communications s’effectuent en auto-information sur la fréquence de 123,500 MHz. Il est situé dans le secteur d'information de Bâle, donc la fréquence du SIV est 135,850 MHz.
S’y ajoutent :
- une aire de stationnement ;
- des hangars ;
- une station d’avitaillement en carburant (100LL)[4].

Un VOR DME nommé Rolampont RLP est installé au sud-ouest des installations. Il émet sur la fréquence 117,30MHz.

## Activités
- Aéro-club Langrois (un avion: un Robin DR400)